# Jurjen Koksma
Jurjen Koksma   (Heerenveen, 21 d'abril de 1904 - Amsterdam, 17 de desembre de 1964) va ser un matemàtic neerlandès.

## Vida i Obra
Koksma va estudiar matemàtiques des de 1922 a la universitat de Groningen, en la qual es va graduar el 1927. Després va ser professor de matemàtiques de secundària a les localitats de Kampen i Zwolle, mentre preparava una dissertació sobre les equacions diofàntiques, amb la qual va obtenir el doctorat el 1930 sota la direcció de Johannes van der Corput. Koksma va aplicar els teoremes de van der Corput per aconseguir resultats importants en la teoria de les desigualtats diofàntiques.
El mateix any, quan tenia 26 anys, li van proposar ser professor de matemàtiques a la Universitat Lliure d'Amsterdam. Després de certes vacil·lacions, va acceptar el nomenament i va romandre en aquesta universitat fins al 1960, quan una forta malaltia el va inhabilitar. Tot i així, a partir de 1962 va tornar a la docència fins a la seva mort el 1964. Va ser rector de la universitat en dues ocasions.
Després de la Segona Guerra Mundial, juntament amb van der Corput i David van Dantzig, va fundar el Centre de Matemàtiques (ara el Centre de Matemàtiques i Informàtica) i va dirigir-hi el departament de Matemàtiques. Koksma va ser president de la Reial Societat Neerlandesa de Matemàtiques el 1953 i membre de l'Acadèmia neerlandesa d'Arts i Ciències des de 1950: de 1954 a 1960 en va ser, fins i tot, secretari general i tresorer. El 1954 fou una de les forces indispensables del Congrés Internacional de Matemàtiques d’Amsterdam com a secretari i organitzador.
Les seves recerques van ser en teoria de nombres, començant per les equacions diofàntiques i continuant amb una investigació exhaustiva sobre la classificació dels nombres transcendents. Va ser l'introductor de la inequació de Koksma-Hlawka com mesura de la discrepància en la teoria de l'aproximació.